# Potshaus
Potshaus ist ein Wohnplatz in der bergischen Großstadt Solingen. 

## Lage und Beschreibung
Potshaus befindet sich in der Solinger Nordstadt innerhalb des Stadtbezirks Solingen-Mitte. Der Ort liegt in einer Talmulde des Klauberger Bachtals entlang der Landesstraße 427, der Cronenberger Straße, im Kreuzungsbereich Potshauser Straße / Schlachthofstraße. Dort befindet sich auch eine Bushaltestelle der WSW mobil, die den Namen des Ortes trägt. Südwestlich befand sich der Bahnhof Solingen-Nord an der ehemaligen Bahnstrecke Solingen–Wuppertal-Vohwinkel, der heute zum Radwanderweg umgebauten Korkenziehertrasse. Im Süden von Potshaus befindet sich am Walter-Scheel-Platz das Rathaus Solingen, im Nordosten befindet sich der Jüdische Friedhof Solingen.
Benachbarte Orte sind bzw. waren (von Nord nach West): Kullen, Neuenkulle, Stöckerberg, Erbenhäuschen, Hasseldelle, Altenbau, Kannenhof, Klauberg, Höfchen, Vorspel und Schlagbaum.

## Etymologie
Der Ortsname ist von dem Familiennamen Pott abgeleitet, die dort als erstes ein Haus baute. Ein Abkömmling dieser Familie gründete 1904 auch die berühmte Solinger Besteckfabrik Pott.

## Geschichte
Bis weit in das 18. Jahrhundert hinein gehörte das heute Potshaus genannte Gebiet zur Feldflur des nahen Klauberger Hofes. Es wurde landläufig auch als Am Holzenweiher bezeichnet. Als dort die Familie Pott als erstes ein Haus errichtete, wurde dieses Potts Haus genannt. Eine Bezeichnung, die später auf die sich entwickelnde Ortschaft überging und sich auch erhielt, nachdem die Potts um das Jahr 1850 ihr Anwesen dort verkauften.
Potshaus gehörte nach Gründung der Mairien und späteren Bürgermeistereien zur Bürgermeisterei Dorp, die im Jahre 1856 das Stadtrecht erhielt, und lag dort in der Flur XI. Klauberg. Der Ort wurde in den Registern der Honschaft Solingen geführt. Die Topographische Aufnahme der Rheinlande von 1824 verzeichnet den Ort bereits als Potshaus, die Preußische Uraufnahme von 1844 bezeichnet ihn als Pottshaus. In der Topographischen Karte des Regierungsbezirks Düsseldorf von 1871 ist der Ort ebenfalls nur unbenannt verzeichnet.
Im Jahre 1887 wurde südlich am Ort vorbei die Bahnstrecke Solingen–Wuppertal-Vohwinkel trassiert, die auf einem Damm verlief, um die Höhenunterschiede auf dem abfallenden Gelände auszugleichen. Im Südwesten entstand zwischen 1888 und 1890 der Bahnhof Solingen-Nord, der vor allem den industriell geprägten Norden Solingens besser an den Eisenbahnverkehr anbinden sollte. Der Anschluss an das Schienennetz hatte auch in Potshaus eine weitere bauliche Verdichtung und Ansiedlung von Fabriken zur Folge. 
Die Bürgermeisterei beziehungsweise Stadt Dorp wurde nach Beschluss der Dorper Stadtverordneten zum 1. Januar 1889 mit der Stadt Solingen vereinigt. Damit wurde Potshaus ein Ortsteil Solingens. Der Anschluss an Solingen war nicht zuletzt auf die Tatsache zurückzuführen, dass Dorp und Solingen an ihrer gemeinsamen Grenze in Potshaus bereits zu einer Stadt zusammengewachsen waren. An der Schlachthofstraße am Rande von Potshaus entstand Ende des 19, Jahrhunderts auch der städtische Schlachthof der Stadt Solingen. Am 14. April 1908 erhielt die entlang des Bahndamms verlaufende vormalige Dammstraße in Potshaus den Namen Potshauser Straße, den sie bis heute trägt.

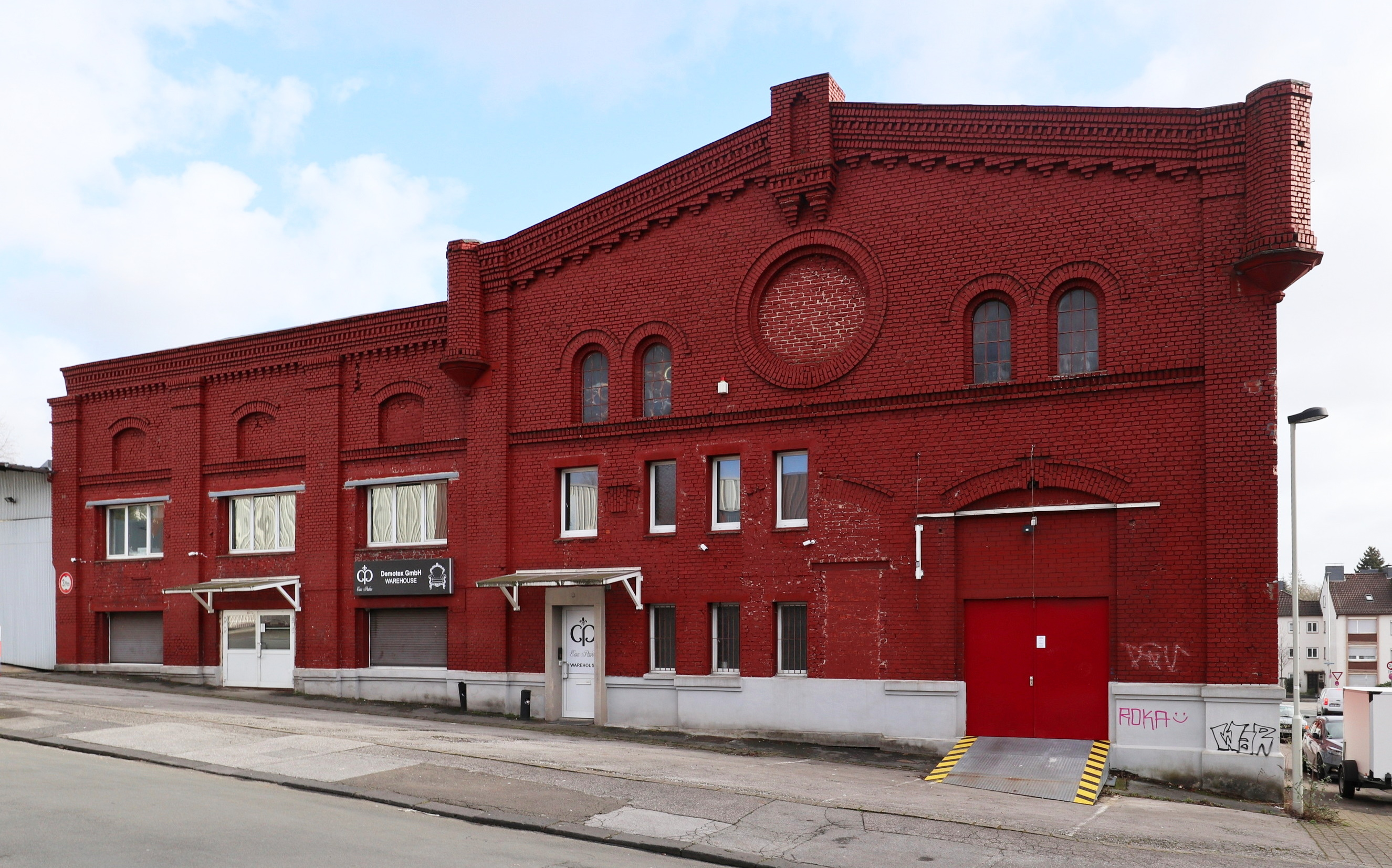
Die ehemalige Kraftstation der Straßenbahn

Über Potshaus verkehrte ab 1914 auch die Straßenbahnlinie 5 der Barmer Bergbahn, die den Solinger Mühlenplatz mit Wuppertal verband. Bei Potshaus zweigte die Strecke von der Cronenberger Straße kommend in die Gertrudisstraße ab und führte sodann im Überlandverkehr über Stöckerberg und Stöcken nach Kohlfurth. Der Betrieb der Linie 5 wurde, als letzte Straßenbahn auf Solinger Stadtgebiet, am 3. Mai 1969 eingestellt. Die Verbindung zwischen Wuppertal und Solingen bildet heute die Buslinie CE 64 der WSW mobil, die auch in Potshaus über eine Haltestelle verfügt. Im Zuge der Neuansiedlung von Unternehmen auf dem lange Zeit brachliegenden Rasspe-Areal am Stöcken bestehen seit 2019 Überlegungen, die einstige Straßenbahntrasse mit dem Stöckerberg-Tunnel in einen Radwanderweg umzubauen, so dass dieser von der Korkenziehertrasse aus erreichbar wäre.
Die in Potshaus Anfang des 20. Jahrhunderts errichtete elektrische Kraftstation der Solinger Straßenbahn an der Schlachthofstraße 8, ein repräsentativer, unverputzter Ziegelbau, ist seit dem Jahr 1989 in die Solinger Denkmalliste eingetragen.